# Fundación Romefeller
Fundación Romefeller es una organización política ficticia existente en el universo del anime Gundam Wing. Es la facción política que representa a la nobleza y está constituida netamente por aristócratas, todos miembros de reconocidas y acaudaladas familias o dinastías. Igualmente Romefeller posee una brazo militar que está financiado por ellos mismos, el cual vela por los intereses de la Fundación, este brazo militar no es otro que OZ (la Organización del Zodiaco) cuyo Comandante en Jefe, es el Duque, Coronel y también miembro de Romefeller, Treize Khushrenada. 
El líder de Romefeller durante gran parte de la serie es el Duque Dermaill, posteriormente lo será Relena y en última instancia el liderato absoluto lo ejercerá el mismo Treize Khushrenada.

## Historia

### Nacimiento
La fecha exacta de la creación de la Fundación Romefeller es desconocida, debido a que sus membresías además de ser exclusivas son secretas, pero es bien sabido que comienza a actuar posteriormente a la caída del antiguo régimen dominado por la nobleza. Persiguiendo sus objetivos de restablecer a la aristocracia como la clase reinante, Romefeller se presenta como la institución que vela por los intereses políticos de esta clase social.

### Consolidación
Al inicio de la serie se aprecia a una Fundación Romefeller que genera confrontaciones y tensiones políticas entre naciones, buscando sus objetivos de establecer un dominio mundial, al estilo de los antiguos imperios, teniendo las intenciones de reemplazar a la Alianza Unida de la Esfera Terrestre como la entidad dominante.
Para el momento la carta maestra de Romefeller en la búsqueda de sus objetivos es uno de sus más prominentes miembros, el Coronel y Duque Treize Khushrenada, quien es el líder y Comandante en Jefe de OZ, el brazo militar de la Fundación. Treize ha logrado para el momento infiltrar a OZ dentro de las fuerzas de la Alianza, bajo la cubierta de ser una división especial de las fuerzas militares de la misma, especializada en el uso de tecnologías militares, entre ellas Mobille Suits. La alianza en busca de aumentar su poder militar y político había aceptado la creación de esta división denominada como los "Specials", y como en efecto las tecnologías que el nuevo cuerpo militar, se volvieron las bases del poder de la Alianza misma, La División Special, se tornó tremendamente poderosa y afianzó su poder como una institución vital, obteniendo la facultad de actuar de forma independiente.
Por estas razones OZ, bajo el perfil de los Special se diseminó por todo el mundo y en paralelo Treize Khushrenada, su líder, se convirtió en uno de los hombres más poderosos y en miembro de la Alianza.

### El Golpe de Estado
Finalmente con la llegada de los Gundams, los Specials se develan como OZ siguiendo las órdenes de Treize llevan a cabo un golpe de Estado a la Alianza Unida de la Esfera Terrestre, golpe que le entrega a Treize el mando militar absoluto sobre casi toda la tierra.
Romefeller reconoce a Treize como dictador de la tierra, más en lo político, es la Fundación quien toma las decisiones, situación que el mismo Treize Khushrenada acepta.
Sin embargo incluso dentro de Romefeller hay facciones divididas, algunas defienden las políticas de Dermaill mientras que otros están en desacuerdo con ellas. Una de las decisiones que más pasiones despierta, es la creación de los "Mobille Dolls", una suerte de Mobille Suit, automatizado, idea con la Treize no está de acuerdo.
Será este desacuerdo, unido al firme deseo de parte de Dermaill, de reducir la importancia de OZ, para Romefeller, lo que lleva a Treize a renunciar al poder, acto que origina la división de OZ en dos bandos, uno a favor de Treize y otro a favor de Romefeller.
A partir de entonces, la Fundación comienza a implementar los Mobille Dolls y a dedicarse a suprimir cualquier oposición, pero además deben confrontar los continuos ataques de la "Tropa Treize", que defiende a su líder, aun cuando éste no se los ha ordenado.
La situación además se torna difícil dentro de la propia Fundación, deseosos de salir del dominio de Dermaill, el congreso de Romefeller le exige el nombramiento de un nuevo líder para el proyecto de unificación terrestre.
Así, pues Dermaill, se ve obligado a buscar a tal persona, y con la esperanza de no sólo darle a susodicho liderato una imagen más suavizada que el elitismo de la fundación, sino también de mantenerlo bajo su control esperando que sea una especie de "líder ceremonial", el Duque escoge a Relena, quien vislumbra la oportunidad de generar un cambio a través de la propia Fundación.
Así, Relena asume el liderato de Romefeller y no pasará mucho para que Dermaill, comprenda que la nueva "Representante en Jefe y Reina de Romefeller", no está dispuesta a ser un títere político, ocasionando así una ruptura entre ella y Dermaill, siendo ella respaldada por los otros miembros de la Fundación deseosos de un cambio.

### Treize y la Caída de Romefeller
Dermaill, entiende que ha cometido un grave error, por ello, cuando la Organización Colmillo Blanco, aparece en el panorama, el mismo decide enfrentarla con el respaldo de sus tropas, aspirando vencerlos y convertirse así en un héroe, obteniendo prestigio y buscando retomar el poder de Romefeller, pero su plan fracasa, pues sus tropas son derrotadas y el muere en batalla.
Ahora Romefeller se enfrenta a una situación incierta, con la Organización Colmillo Blanco, asechando y con el control de la "nueva estación espacial Libra", que dispone de una poderosa arma láser, hurtada por la misma Organización de manos de OZ y el control de la Fundación sobre las colonias, roto debido a la división de OZ. A todo esto se suma el que es el hermano de Relena, Milliardo Peacecraft, quien dirige Colmillo Blanco y está resuelto a atacar la tierra a como dé lugar, mientras que Relena por su filosofía pacifista y su incapacidad para ordenar un ataque contra su propio hermano, Relena no está dispuesta a organizar ninguna operación.
Debido a todo esto, se reúnen los principales miembros de Romefeller en consejo para decidir que hacer, pero en ese momento que el Palacio de Romefeller es tomado por Treize y sus hombres. El gran líder militar de OZ, les exige a los miembros del consejo que le entreguen el control sobre la fundación y sobre toda la Tierra, a cambio de lo cual él resolvería la crisis. Así Treize desplaza a Relena como "Representante en Jefe y Rey de Romefeller", siendo reconocido como soberano de la Esfera Terrestre. 
Treize retoma el puesto de Comandante en Jefe de OZ, y rápidamente organiza a toda la armada militar de la que dispone no sólo Romefeller y OZ sino toda la tierra y los restantes dominios que le quedan en el espacio, reuniendo así una gigantesco ejército y que el mismo dirige a atacar a Colmillo Blanco.
La gran batalla que se libra es de proporciones superiores inclusive a las épicas, todas las fuerzas armadas de la tierra se enfrentan a todas las fuerzas de las colonias y el resultado, tal como Treize lo espera, es la destrucción total de todos los armamentos del Universo y la caída de todo el sistema militar. Treize fallece por propia elección en esta batalla, dado que para asegurar la paz de manera definitiva, era necesario acabar con todos los grandes "Señores de la Guerra", incluyéndose el mismo.
Tras la caída de todo sus sistema militar, junto con Colmillo Blanco y el fin de la guerra, Relena reasume como soberana de la Tierra, más Romefeller se desintegra junto con OZ.
- Datos: Q5495252